# Elaphoglossum ayopayense
Elaphoglossum ayopayense är en träjonväxtart som beskrevs av M. Kessler och Mickel. Elaphoglossum ayopayense ingår i släktet Elaphoglossum och familjen Dryopteridaceae. Inga underarter finns listade.